# زیردریایی یو-۴۵۱
زیردریایی یو-۴۵۱ (به انگلیسی: German submarine U-451) زیردریایی نوع VIIC در خدمت کریگزمارین آلمان نازی در طول جنگ جهانی دوم بود. در ۳ مه ۱۹۴۱ با فرماندهی Korvettenkapitän Eberhard Hoffmann مأموریت یافت، از آن زمان تا ۱ ژوئیه به ناوگان سوم U-boat برای آموزش منصوب شد و از ۱ ژوئیه ۱۹۴۱ تا ۲۱ دسامبر، او در ناوگان سوم برای عملیات باقی ماند.